# ریچوود غربی (آرکانزاس)
ریچوود غربی (به انگلیسی: East Richwoods) یک منطقهٔ مسکونی در ایالات متحده آمریکا است که در شهرستان استون، آرکانزاس واقع شده‌است. ریچوود غربی ۳۷۳٫۹۹ متر بالاتر از سطح دریا واقع شده‌است.